# 袋獾
袋獾（學名：Sarcophilus harrisii），亦被稱作塔斯馬尼亞惡魔（英语：Tasmanian Devil），是一種有袋類的食肉動物，現今只分布於澳大利亞的塔斯馬尼亞州。
袋獾是袋獾屬中唯一未滅絕的成員，身形與一隻小狗差不多，但肌肉发达，十分壮硕。其特徵包括：黑色的皮毛、遭遇攻擊時發出的臭味、刺耳的叫聲，以及進食時的神態。除狩獵外，袋獾也進食腐肉。牠們通常單獨行動，但有時也與其他袋獾一起進食。
在袋狼於1936年滅絕後，袋獾成為現存最大的食肉有袋動物。由於袋獾曾對塔斯馬尼亞島居民飼養的家畜造成威脅，因此當地政府也曾允許居民獵取袋獾。直至1941年袋獾被正式公告為保育類動物，對牠們的狩獵行為才停止。
1990年代末，袋獾面部腫瘤病嚴重影響了袋獾的數量，故袋獾已於2008年被列入瀕危物種名單。現時塔斯馬尼亞州政府正進行一系列的工作，以減少這疾病對袋獾的影響。

## 分類
博物學家喬治·哈里遜首先在1807年對這個物種發表了描述，並將其命名為Didelphis ursina。理查·欧文在1838年將之重新命名為Dasyurus laniarius。在1841年它被皮埃爾·博爾特 (Pierre Boitard) 重新分類至袋獾屬，並被賦予一個新的學名Sarcophilus harrisii，意思是「夏里斯 (Harris) 的嗜肉者 (meat-lover) 」。有科學家在1987年根據一些化石紀錄把Sarcophilus laniarius的學名冠於袋獾上，但現時的共識是仍以S. harrisii稱呼袋獾，而僅以S. laniarius形容當初發現的化石。基因分析顯示袋獾與袋鼬最為親近, 其次是已滅絕的袋狼。

## 外觀與特徵

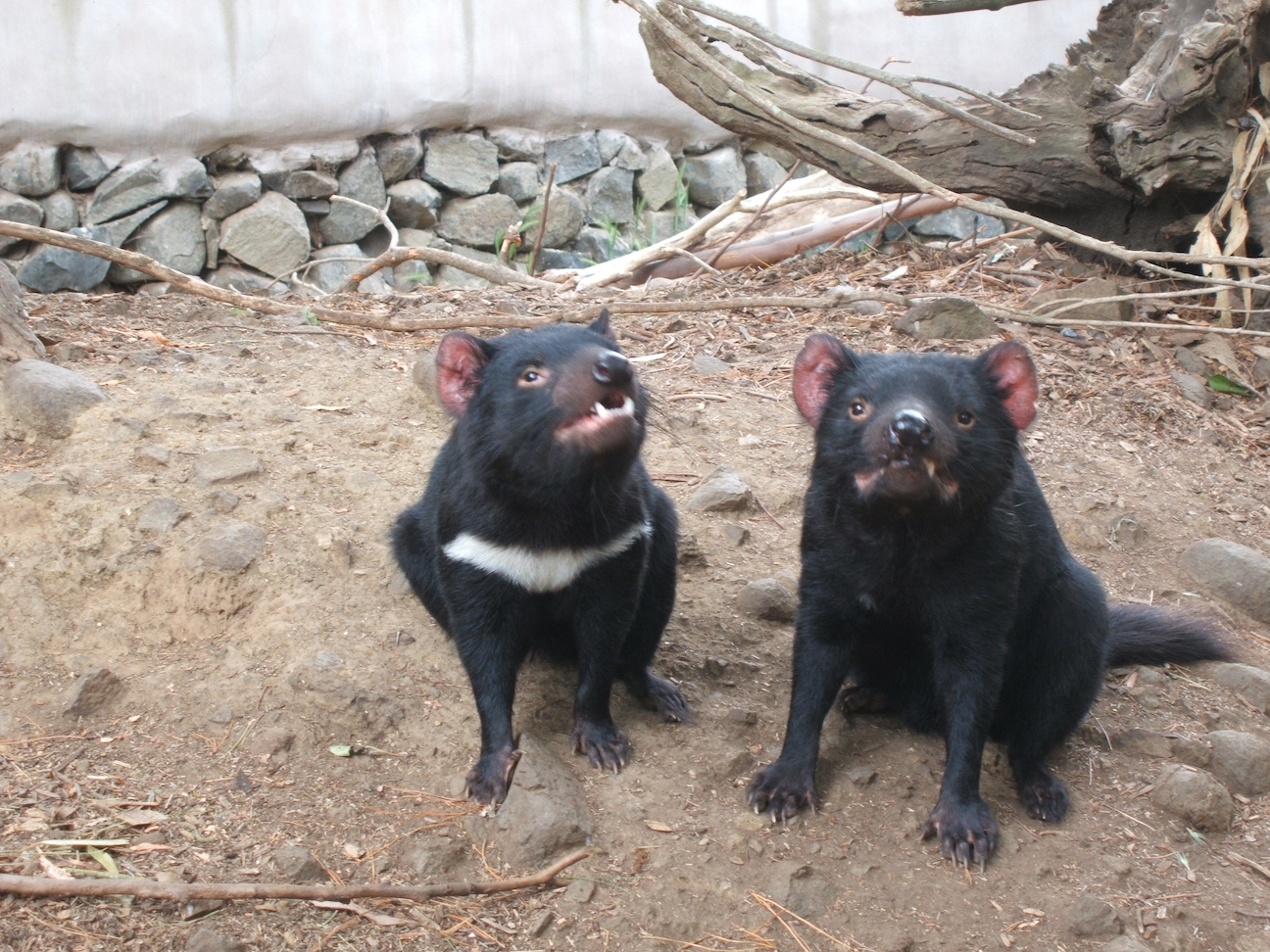
兩個塔斯馬尼亞惡魔，一個沒有任何白色斑紋。約16％都沒有斑紋。

袋獾體型矮胖及粗壯，頭大尾短。貯存脂肪的尾部是袋獾健康的指標，因此瘦削的尾部代表袋獾健康欠佳。袋獾的毛髮呈黑色，不過胸部和臀部往往帶有小塊白色的毛。
袋獾和其他有袋動物不同之處在於其前足比後足稍長。牠們可以最高時速13（8.1英里）奔跑。雄性袋獾體型一般較雌性為大：雄性平均身長為652公釐（其中尾部長258公釐），平均體重則為8；雌性平均身長則為570公釐（其中尾部長244公釐），平均體重6公斤。野生袋獾的壽命為6年，受飼養的袋獾則較長壽。
袋獾臉上和頭頂有觸鬚，以便在黑暗中尋找獵物或偵測同類的存在。牠們在被激怒時會放出臭氣，刺鼻程度可與臭鼬比擬。袋獾長於聽覺及嗅覺，至於視覺則以黑白視力表現較佳，因為牠們多在晚上出動。牠們較能看到移動物件，卻難以觀察靜止物件。
一項關於哺乳類動物噬咬能力的分析指出，相對於各自的體積而言，袋獾是噬力最強的現存哺乳類動物。這與其頭部大小有一定關係。袋獾一生之中只有一副會慢慢長大的牙齒。

## 繁殖
雌性袋獾自2歲起每年發情一次。在發情時，雌性袋獾會製造多個卵子。每年三月是交配期，交配不分晝夜地在受到遮蔽的空間進行。雄性袋獾會互相鬥毆以爭奪交配權，但如勝利者在交配後不加看守的話雌性會和其他雄性交配，因為袋獾是多偶的動物。
袋獾的妊娠期為31天，每胎生20至30隻重0.18至0.24克的幼崽。小崽出生後會留在育嬰袋裏約100天，不過因為裏面只有四個乳頭，因此每胎只有四隻幼崽能活下來（雌性幼崽的存活率比雄性高）。和袋熊一樣，袋獾的育嬰袋是向後開口的，因此母親難以和子女直接交流互動。
小崽在育嬰袋內繼續迅速生長。在第15天後牠們開始長出耳朵，緊接著的是眼瞼和觸鬚（三部份的生長各相差一天）。第20天小崽會長出口唇，第49天開始長出皮毛，直至第90天左右長滿全身為止。牠們的眼在長滿毛的前後（第87至93天）就能夠睜開，到第100天左右便會斷奶。再過五天，小崽便可離開育嬰袋，這時牠們約重200克。與袋鼠不同，袋獾離開育嬰袋後便不會回去，但會留在母親的巢中約三個月，在十月至十二月間開始外出，到次年1月獨立生活。袋獾母親每年只有約六星期的時間不需養育子女。

## 習性

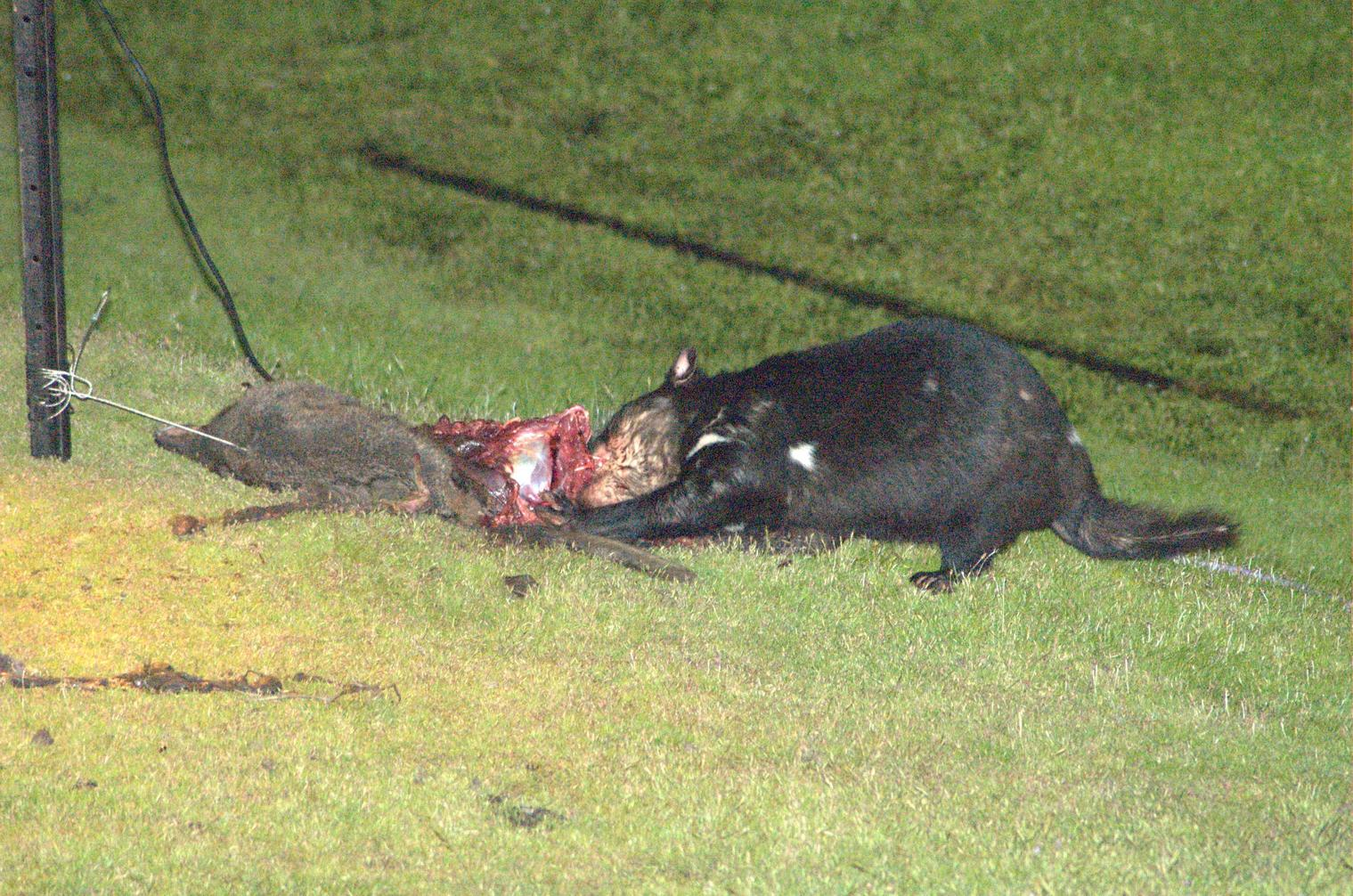
袋獾撕咬進食動物的屍體

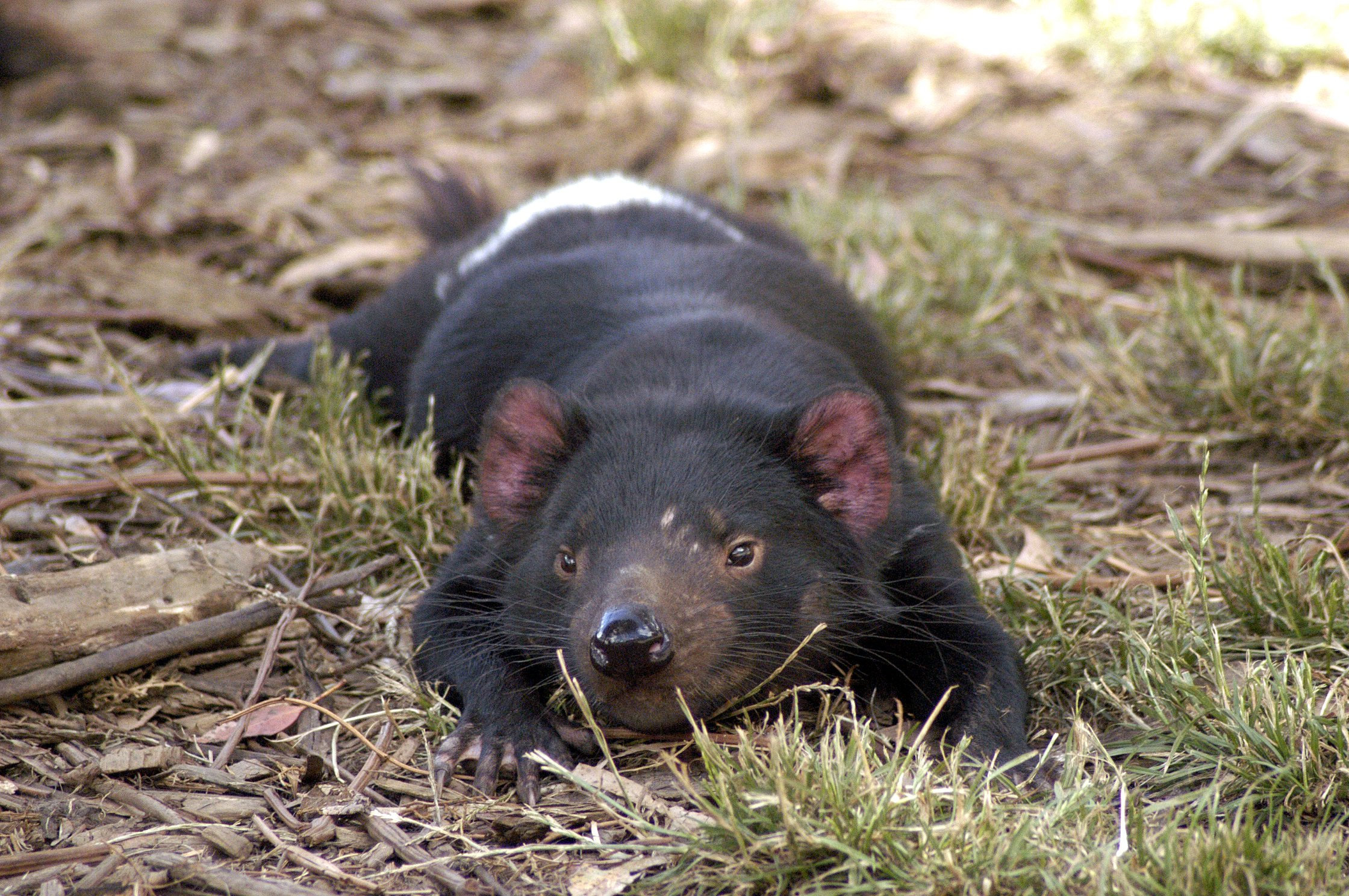
袋獾是名副其實的「晝伏」動物──牠們雖然不在日間出動覓食，但卻喜歡在太陽下休息。這隻袋獾的左眼旁邊有打鬥過的傷痕。

袋獾在塔斯馬尼亞隨處可見，對乾燥的硬葉樹林或接近海岸的林地尤其鍾愛。牠們晝伏夜出，日間棲身在茂密的灌木林或地洞之中。小袋獾能爬樹，但成年袋獾就不能。另外袋獾也能游泳。牠們喜愛單獨行動而不成群出沒。袋獾的活動範圍介乎8至20之間，常常與其他動物的領地重疊。
袋獾可吃進一隻小型的沙袋鼠，但實際上袋獾奉行機會主義，而牠們常吃腐肉多於捕獵活的動物。袋獾喜好的食物為袋熊，然而牠們也會視乎周圍的食物多寡進食其他家畜（如綿羊）、鳥類、魚類、青蛙以及爬蟲類動物。[5] 袋獾每天平均吃掉相當於其體重15%的食物，但情況許可的話牠們也會在半小時內吃掉相當於其體重 40% 的食物。
除了普通的肉和內臟，袋獾也會吃掉獵物的毛皮和骨頭。農民對袋獾的這種習性甚為歡迎，因為牠們令那些能夠傷害家畜的昆蟲找不到腐爛組織可吃而絶跡於農場。
進食對袋獾而言是社交活動，而牠們通常也在進食的時候發出刺耳的聲音。有時會有12隻袋獾一起進食，叫聲在數公里外也可聽見。一項研究發現袋獾至少有20種身體語言（包括牠們那廣為人知、樣子兇惡的呵欠）以及11種叫聲，用以互相溝通。這些溝通渠道也被袋獾用來顯示自己的權威，可是袋獾之間仍不時進行打鬥。成年的雄性袋獾最具侵略性，而在牠們身上也往往找到因為爭奪食物或配偶而打鬥所產生的傷痕。

## 保育狀況
塔斯馬尼亞作為大型肉食有袋動物的避難所由來已久。在人類到達後不久，澳洲大陸上的大型肉食有袋動物迅速絕跡，只有最小、適應力最強的品種得以倖存。維多利亞省西部的化石證據顯示袋獾直至六百年前（即在歐洲殖民者登陸澳洲的四百年前）仍有在澳洲大陸活動[4]，但澳洲犬和澳洲原住民的捕獵活動使袋獾在那裏絶跡。至於塔斯馬尼亞則因為沒有澳洲犬定居，許多大型有袋動物在歐洲殖民者到來時仍活躍於這個島上。
歐洲人把島上袋狼趕盡殺絕的事蹟可謂廣為人知，而袋獾也有因此受到威脅。第一批吃過袋獾的人曾表示袋獾的味道像小牛肉。後來大家相信袋獾會捕殺家畜後，便開始了大規模捕獵袋獾的行動。這行動由1830年左右開始，令袋獾在頻頻遭到陷阱和毒藥捕殺之下瀕臨滅絕。不過，當最後一隻袋狼在1936年死去後，人們便認識到自己對袋獾的威脅。五年後（1941年），保護袋獾的法律生效，牠們的數量也逐漸回升。
另外，歷史上有兩次袋獾數目異常下降的紀錄，分別在1909年和1950年發生。人們相信兩次事件均由瘟疫造成[4]。現時估計有一萬至十萬頭袋獾，而有關當局根據2006年底的數據推斷成年袋獾的數目介乎二萬至五萬頭之間。另一些研究面部腫瘤疾病的學者則估計現存袋獾總數介乎二萬頭與七萬五千頭之間。
2020年10月，袋獾重新被引進回了澳洲大陸，26隻成年個體被安置到了由Aussie Ark計畫所經營的一處位於新南威爾士州的400公頃動物保護區內，這是他們相隔300年後重新踏上澳洲大陸。

### 面部腫瘤疾病

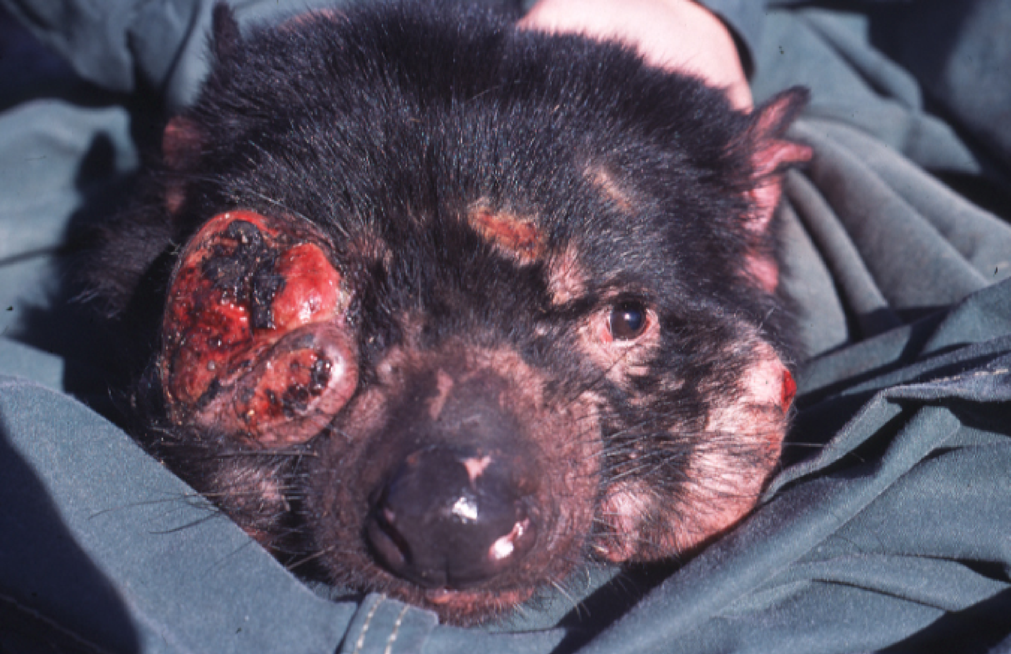
袋獾面部腫瘤病使袋獾的面上和口內長出腫瘤，影響進食。袋獾最後會因飢餓而死

自1999年起，袋獾面部腫瘤病（Devil Facial Tumour Disease，簡稱DFTD）估計已使袋獾的數量下降20%至50%，影響範圍佔塔斯馬尼亞州的65%。受影響的袋獾在12至18個月內死亡的機率可高達百分之百。疫症主要集中在塔斯馬尼亞的東部，但南部也曾證實三宗病例。
當局藉監控野生袋獾的數量來追蹤疫症的傳播和強弱。實地監控的辦法為捕捉患病的袋獾以統計染病者的數目，並在往後的時間反覆調查同一地點以取得疫症散播的情況。直至目前為止，監控的結果表明疫症可於短時間內對一個地區產生嚴重影響。現時有一些長期監控工作正在進行，有助判斷疫症的影響是否長久，以及袋獾數量有否回升。當地的工作人員也測試抗疫措施的有效性。他們採取的行動包括捕捉並帶走染病的袋獾，試圖遏止疫症蔓延，讓袋獾有足夠的時間成長和繁殖。
當局在塔斯馬尼亞首府荷巴特市郊以及東面的瑪利亞島上設置了兩個「保險」的袋獾保育區，收容沒有染病的袋獾，然而此舉也造成了該島上的鳥類數量明顯減少，其中島上原本2012年時約有3000隻的小藍企鵝，到2021年後已經全數消失。。澳洲一些動物園也收容了一些袋獾讓牠們繁衍。袋獾在2005年5月被建議列入塔斯馬尼亞州的受威脅物種名單中，狀態為易危 (vulnerable)，代表袋獾在中期有滅絕的可能。另一方面， 世界自然保護聯盟仍根據1996年的有關調查把袋獾的狀況定為「無危」。
近年袋獾數量的下降也被認為是一個生態問題，因為袋獾的存在防止了在2001年被偷運上塔斯馬尼亞的赤狐落地生根。赤狐在澳洲其他地方已成為入侵物種，而人們擔心赤狐在塔斯馬尼亞落地生根會影響袋獾數量的恢復。
悉尼大學最新的研究發現袋獾免疫基因的差異很小，或能解釋腫瘤病迅速擴散的根由，並帶出了小族群的動物如何存活的問題。

## 袋獾與文化

圖茲 (Tuz)，Linux 2.6.29 版本的塔斯馬尼亞魔鬼吉祥物。

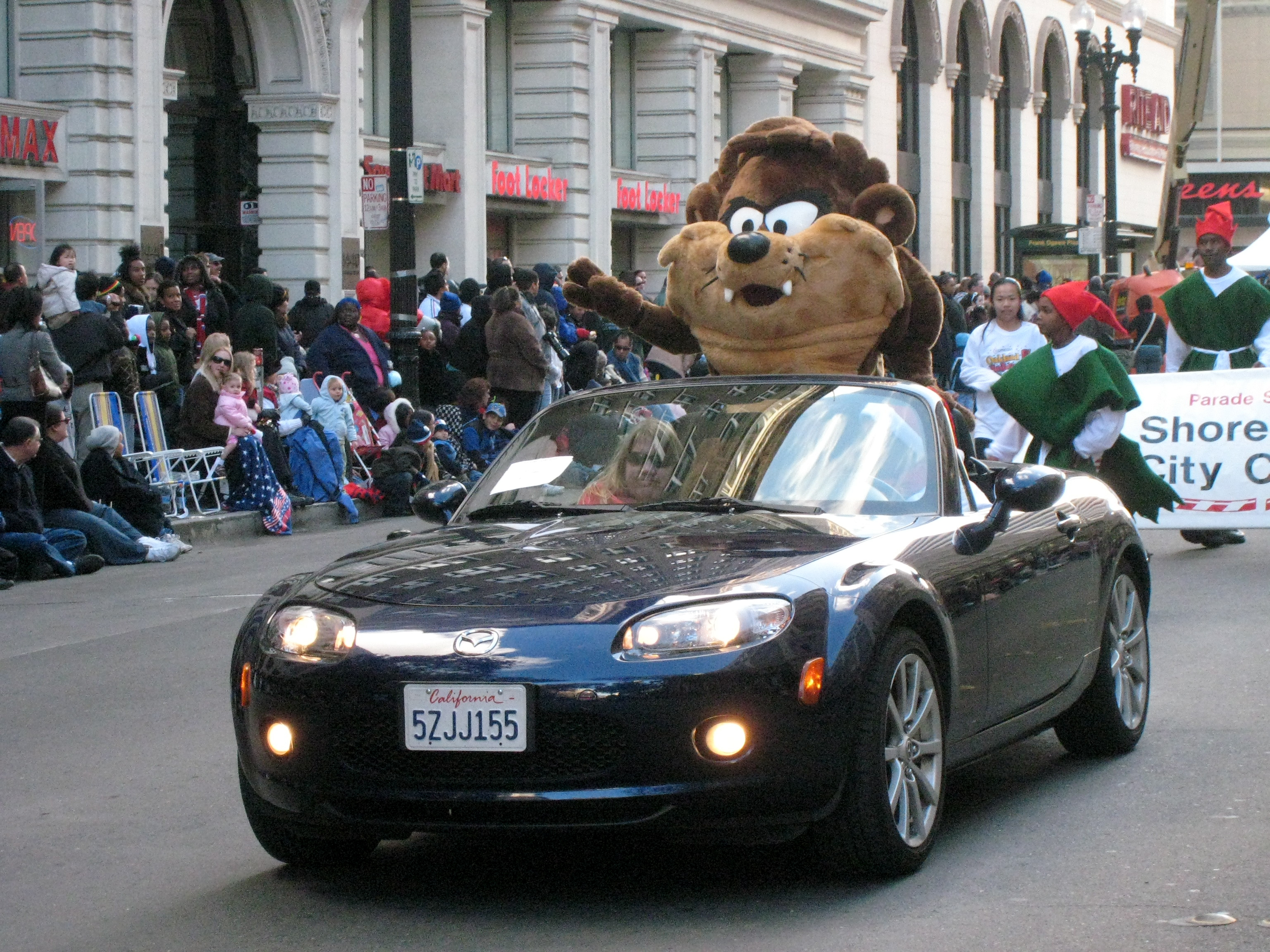
加州，華納兄弟「塔斯馬尼亞惡魔」在遊行。

袋獾在澳大利亞是標誌性的動物。塔斯馬尼亞的國家公園、野生動物機構均以袋獾為標誌，而其澳式足球聯賽代表隊不僅以袋獾為標誌，甚至取名為「塔斯馬尼亞惡魔隊」。已解散的荷巴特籃球隊亦稱作「惡魔隊」。袋獾也是六種在1989至1994年間發行的二百澳元紀念硬幣出現的本土動物之一。而對本土和外地的遊客而言，袋獾均是非常受歡迎的。
因為牠們的獨特習性，不少紀錄片和非故事性的兒童書籍皆以袋獾為題材。最近拍攝的一套關於袋獾的紀錄片Terrors of Tasmania於2005年首播。片集追蹤一隻名叫Manganinnie的雌性袋獾，紀錄了牠生兒育女的過程，並探討了面部腫瘤病的影響和相關的保育措施。該片集在澳洲的電視台以及美國的國家地理頻道都有播出。
澳洲政府限制出口袋獾，因此牠們只能在澳洲被飼養。最後一隻 (已知的) 出口袋獾於2004年死於美國加利福尼亞州，不過塔斯馬尼亞政府在次年10月向丹麥哥本哈根的動物園送出了兩頭袋獾，慶祝該國的弗雷德里克王儲伉儷誕下長子。 (丹麥儲妃出生於塔斯馬尼亞)。
在國際最廣為人知的袋獾參照可能是華納兄弟的樂一通（Looney Tunes）動畫劇角色塔斯（Taz）。塔斯的外貌（修長的犬齒、巨大的頭部、短腳）和袋獾甚為相似，但行為頗有不同之處。另外，一隻基因變異的老鼠也被戲稱為「塔斯馬尼亞惡魔」，因為牠的耳長有異常的觸鬚細胞，使其經常搖頭和打轉，與卡通裏的塔斯非常相像。
2009年，为表达对拯救袋獾运动的支持，Linus Torvalds在 2.6.29 系列中将Linux内核的吉祥物由原来的卡通企鹅Tux替换为扮成Tux样子的袋獾Tuz。使用这一版本内核的用户如果开启了 Framebuffer 控制台将在开机时看到和自己机器核心数量相同的Tuz图标。

## 外部連結
- 澳大利亞環境與資源部門有關袋獾的介紹 （英文）
- 塔斯馬尼亞野生動物部門有關袋獾的介紹 （英文）